# Савкинский сельсовет
Савкинский сельсовет — сельское поселение в Баганском районе Новосибирской области Российской Федерации.
Административный центр — село Савкино.

## История
Статус и границы сельского поселения установлены Законом Новосибирской области от 2 июня 2004 года № 200-ОЗ «О статусе и границах муниципальных образований Новосибирской области»

## Население
| 2002  | 2010  | 2012  | 2013  | 2014  | 2015  | 2016  |
| ----- | ----- | ----- | ----- | ----- | ----- | ----- |
| 1426  | ↘1308 | ↘1294 | ↘1282 | ↘1263 | ↘1244 | ↘1217 |
| 2017  | 2018  | 2019  | 2020  | 2021  |       |       |
| ↗1227 | ↘1219 | ↘1196 | ↘1162 | ↘1123 |       |       |

## Состав сельского поселения
| № | Населённый пункт | Тип населённого пункта       | Население |
| - | ---------------- | ---------------------------- | --------- |
| 1 | Бронзовка        | посёлок                      | ↘118      |
| 2 | Зелёный Луг      | посёлок                      | ↘30       |
| 3 | Кавказское       | село                         | ↗157      |
| 4 | Савкино          | село, административный центр | ↘919      |
| 5 | Троицкое         | село                         | ↘84       |

### Упразднённые населённые пункты
- Мочан — упразднённый в 1980 году посёлок.
- Озёрно-Баганск — упразднённая в 1968 году деревня.